# كينغو كيمورا
كينغو كيمورا هو مغني ومصارع محترف وسياسي ياباني، ولد في 4 سبتمبر 1953 في نيهاما في اليابان.

## روابط خارجية
- كينغو كيمورا على موقع CageMatch worker (الإنجليزية)
- كينغو كيمورا على موقع قاعدة بيانات المصارعة على الإنترنت (الإنجليزية)